# سی جی ویلسن
سی جی ویلسن (انگلیسی: C. J. Wilson؛ زادهٔ) بازیگر فیلم و تئاتر اهل کشور ایالات متحده آمریکا است.
از فیلم‌ها یا برنامه‌های تلویزیونی که وی در آن نقش داشته‌است می‌توان به کارآموز، سرسخت، دادگاه شیکاگو هفت، پارتیزان، منچستر بای د سی، ویرانی و جادوی بل آیل اشاره کرد.